# 賀瓏夜夜秀
《賀瓏夜夜秀》（英語：The Night Night Show with Hello）是薩泰爾娛樂製作的臺灣脫口秀，主持人賀瓏和所屬團隊製作的節目，並予以現場觀眾親臨棚內錄影及網路分段觀看。節目以美式脫口秀的形式呈現，為《博恩夜夜秀》的續作。

## 歷史
2023年10月5日，薩泰爾娛樂在YouTube上發布《賀瓏夜夜秀》正式預告影片，並宣布夜夜秀第四季節目主持人，節目正式名稱為《賀瓏夜夜秀》，將由單口喜劇演員賀瓏接下主持棒。夜夜秀繼承了過往的「欸！」單元、「新聞亂報」單元和來賓訪談環節，在此基礎上也增加了「酸民百萬富翁」、「薩小舞台」以及「讚頌者」單元，區別前作。
2023年10月28日，《賀瓏夜夜秀》第一季在網路上正式開播。
2024年12月3日，薩泰爾娛樂宣布推出《賀瓏夜夜秀》第二季，第二季將跳脫過往搭配選舉熱潮的政治內容，改以娛樂作為主要風格。

## 爭議

### 歧視爭議
在2024年1月20日錄影第九集邀請前央視記者王志安（王局）訪談，王志安針對台灣大選發表看法，說造勢場合像場秀，「把殘疾人推上去煽情」，並模仿殘疾人說「支持民進黨，搶救王義川」，主持人在旁邊跟笑，引發爭議。
1月22日播出後，民進黨發言人張志豪譴責王志安譏笑2024年中華民國立法委員選舉民主進步黨全國不分區及僑居國外國民候選人名單第16席的身障律師陳俊翰。
製作人霍金在YouTube影片下方留言發表聲明致歉，副主持人Albee也在社群平台致歉。薩泰爾表示「針對節目內容把關的疏失，向陳俊翰律師表達最深的歉意，也感謝陳律師的回應。」
王志安回應認為民進黨的造勢手法消費殘障人士，把殘障人士作為競選工具是作秀，民進黨發言人張志豪將綜藝節目的言論斷章取義並施壓非常惡劣，沒有民主政黨的樣子，稱民進黨為綠共真的有道理，並表示不會怕民進黨的網軍。不過，王志安也說到如果陳俊翰律師感到被冒犯他願意當面向他本人致歉，但仍然會譴責民進黨將殘障人士當做選舉工具。
陳俊翰則表示：「中國連選舉的自由都沒有，卻回過頭嘲笑台灣民主自由的選舉方式，覺得很荒謬。」
而王志安也提出他發起的投票中有82%的人認為，節目中台灣人說的「支那」、「支語」這些詞語，是對中國人的歧視，疑惑民進黨為何不譴責這種言論。並且期望陳俊翰律師作為人權律師，在維護殘障人士權益的同時，也能對這樣的種族歧視予以譴責，保障其他族群不被歧視。
陸委會表示，王志安以觀光名義赴台，卻在台參加網路節目《賀瓏夜夜秀》，經與主管機關移民署聯繫後，確認王志安明確違反相關法規，即日起廢止入境許可，管制5年不得來台。
截至1月25日，已有七家節目贊助商中止或暫停與《賀瓏夜夜秀》的合作。
台灣基進和時代力量先前也被列入「贊助廠商」。對此台灣基進發表聲明決定提告《賀瓏夜夜秀》與薩泰爾娛樂，要求民事損害賠償，並直指該節目不尊重身障人士且否定台灣民主，要求薩泰爾娛樂立即停止將台灣基進列為贊助商。時代力量則表達遺憾，並指出時代力量僅針對王婉諭主席當來賓，在薩泰爾娛樂社群平台播出的內容進行單集贊助，並無贊助其他集數。
國民黨發言人楊智伃也說到，國民黨非常重視社會平權共容，也曾提名罕見天使楊玉欣成為第八屆不分區立委，希望各界能秉持社會共好的觀念，避免造成撕裂。台灣民眾黨主席柯文哲也發佈聲明稿提及，陳俊翰是一位勇敢突破身體限制的律師，若簡化成「推上去煽情」的秀，這種訕笑他人的節目橋段當然需要檢討。
2024年1月28日，賀瓏在節目中致歉坦承製作疏失，後製時應該反覆研究來賓的言論動作是否恰當，表示虛心檢討，承認模仿身障者不恰當。也已於事發後當週三(1月24日)連絡上陳俊翰律師本人並向他致歉，感謝律師既往不咎，並在未來願意持續交流。除公開道歉外，賀瓏也承諾日後將會專門製作一集專題內容，探討台灣身心障礙制度，期盼大眾能更加關注此議題。也提到期待經由民進黨的安排，陳俊翰律師能夠以遞補的方式進入立法院為身障者爭取更多權益。而同時也提到「如果沒有這個機會」則呼籲「2028年的時候把票投給最努力對身障者權益付出的民進黨把陳俊翰律師送進立法院，到時候夜夜秀將會盡全力輔選民進黨」。

## 外部連結
- 薩泰爾娛樂 （页面存档备份，存于）
- STR NETWORK - 薩泰爾娛樂的Facebook專頁
- STR NETWORK - 薩泰爾娛樂的Instagram帳戶
- YouTube上的STR Network頻道